# Torodora
Torodora é um gênero de traça pertencente à família Agonoxenidae.